# Fred White
Fred White, né Frederick Eugene Adams le 13 janvier 1955 à Chicago et mort le 1er janvier 2023 à Los Angeles, est un musicien américain, surtout connu comme membre et batteur du groupe Earth, Wind and Fire.
Earth, Wind and Fire, composé de Fred White, de son demi-frère Maurice White, de son frère Verdine White et d'autres membres, a été intronisé au Rock & Roll Hall of Fame en 2000,.
Fred White meurt à Los Angeles le 1er janvier 2023, à l'âge de 67 ans.